# Microchrysa flavicornis
Microchrysa flavicornis är en tvåvingeart som först beskrevs av Johann Wilhelm Meigen 1822.  Microchrysa flavicornis ingår i släktet Microchrysa och familjen vapenflugor. Arten är reproducerande i Sverige. Inga underarter finns listade i Catalogue of Life.